# Marijke Ketel
Marijke Ketel (Assen, 1996) is een Nederlands presentatrice. Sinds 2022 presenteert ze de ochtendeditie van Hart van Nederland op SBS6.

## Levensloop
Marijke Ketel begon haar carrière in de journalistiek bij WNL en RTL Late Night. Vervolgens werkte ze als eindredacteur voor Shownieuws en later ook voor Hart van Nederland. Door het vertrek van Mart Grol naar Radio 538 kwam er een plek vrij voor een nieuwe presentatrice van Hart van Nederland. Talpa Network vulde dit gat intern op door Ketel vanaf 2022 als nieuwe presentatrice in te zetten. Ze combineerde dit met haar werk als eindredacteur.
In 2023 werke  Ketel ook als nieuwslezeres op Radio 10. Hier verving ze Iris Schut die overstapte naar Radio 538. Vanaf september 2024 is Ketel te horen als nieuwslezeres in de ochtendshow van Gerard Ekdom.